# Maart 2011
Dit artikel geeft een chronologisch overzicht van belangrijke gebeurtenissen per dag in de maand maart van het jaar 2011.

## Gebeurtenissen

### 1 maart
- De politie Rotterdam-Rijnmond houdt zes jongens aan in de leeftijd van 14 en 15 jaar op verdenking van het plegen van gewelddadige straatroven. De tieners komen uit Rotterdam, Ridderkerk en Capelle aan den IJssel.
- Onthulling van het eerste bord waarop staat aangegeven dat 130 kilometer per uur gereden mag worden. De A7 tussen Wognum en Zurich (Afsluitdijk) is het eerste traject waar de maximumsnelheid omhoog gaat.
- Modehuis Dior ontslaat zijn artistiek directeur John Galliano op staande voet, omdat hij wordt verdacht van antisemitische uitspraken.
- De Libische rebellen die vechten tegen het regime van Moammar al-Qadhafi richten in de oostelijke stad Benghazi een militaire raad op.
- Artsen van het ziekenhuis in Los Angeles verwijderen een bloedprop uit de longen van de Amerikaanse tennisster Serena Williams.

### 2 maart

Verkiezingen Provinciale Staten: grootste partij per provincie

- Bij verkiezingen voor de Nederlandse Provinciale Staten wordt de VVD van premier Mark Rutte de grootste partij met in totaal 113 zetels. Het CDA verliest fors en gaat van 151 naar 86 zetels. Tegelijk worden op de BES-eilanden Eilandsraadsverkiezingen gehouden. (Lees verder)
- Een offensief van de Libische leider Moammar al-Qadhafi tegen opstandelingen in het oosten van het land mislukt. Rebellen weten een aanval op de strategisch belangrijke oliestad Brega af te slaan.
- De Verenigde Naties bieden Wit-Rusland officieel excuses aan. De volkerenorganisatie heeft het Oost-Europese land ten onrechte beschuldigd van schending van een internationaal wapenembargo tegen Ivoorkust.
- Twee kopstukken van de oppositiebeweging Moslimbroederschap in Egypte komen vrij na bijna vijf jaar gevangenschap. Khairat al-Shater, een van de hoogste leiders van de beweging en vroeger zijn belangrijkste financier, en de zakenman Hassan Malek werden in 2006 opgepakt.

### 3 maart
- Frankrijk en Groot-Brittannië zijn voor het instellen van een no-flyzone boven Libië, als de troepen van Moammar al-Qadhafi burgers blijven aanvallen.
- Nick & Simon, Tony Berk, Roel van Velzen en Kane winnen een Gouden Harp tijdens het Buma Harpen Gala 2011. De Zilveren Harpen gaan naar Caro Emerald, Frans Duijts en dj Sander van Doorn.
- De Japanse autoproducent Mazda moet in de Verenigde Staten 52.000 auto's terugroepen naar de garage om een speciale veer te monteren in de brandstoftank om spinnen buiten te houden.
- Fons van Westerloo wordt in het Concertgebouw in Amsterdam benoemd tot Officier in de Orde van Oranje-Nassau. Van Westerloo krijgt de koninklijke onderscheiding uit handen van burgemeester Eberhard van der Laan van Amsterdam.
- Benny Lindelauf wint de Woutertje Pieterse Prijs 2011. Lindelauf ontvangt een oorkonde en een bedrag van 15.000 euro.

### 4 maart
- Libië stemt in met een vredesplan van de Venezolaanse president Hugo Chávez. Dat zegt de onderminister van Buitenlandse Zaken in Tripoli, Khaled Khaim. Troepen die loyaal zijn aan de Libische leider Moammar al-Qadhafi bombarderen een wapendepot bij 'rebellenhoofdstad' Benghazi in het oosten van het land.
- De professionele wielerploegen dreigen met drastische acties als de UCI  vasthoudt aan het verbod op het gebruik van communicatiemiddelen in de koers.
- Meerkampster Remona Fransen luistert haar debuut op een internationaal titeltoernooi op met bronzen medaille bij de Europese indoorkampioenschappen in Parijs.
- Phil Collins (60) beëindigt zijn muziekcarrière. "Ik vind het geen wonder dat mensen een hekel aan mij hebben. Het spijt me dat mijn muziek zo succesvol was."

### 5 maart
- In Libië, waar een opstand tegen dictator Moammar al-Qadhafi woedt, wordt opnieuw hevig gevochten. De opstandelingen veroveren Ra's Lanoef, maar regeringsgetrouwe troepen vallen Az Zawiyah aan. (Lees verder)
- Een menigte bestormt in de Egyptische hoofdstad Caïro het hoofdkantoor van de veiligheidsdienst. Ook in andere steden in het Arabische land zijn gebouwen van het gehate veiligheidsapparaat doelwit van vernielingen en brandstichtingen.
- De belangrijke coalitiepartij DMK trekt zich terug uit de Indiase regering.
- Lindsey Vonn verzekert zich voor het vierde jaar op rij van de eindzege in het wereldbekerklassement afdaling. De Amerikaanse skiester eindigt in het Italiaanse Tarvisio achter de Zweedse winnares Anja Paerson als tweede.

### 6 maart
- De Libische opstandelingen laten acht Britten vrij die eerder op de dag zijn opgepakt.
- De Japanse minister van Buitenlandse Zaken, Seiji Maehara, stapt op na kritiek omdat hij geld van een in Japan geboren Koreaan heeft aangenomen.
- Door een ongeval met een carnavalswagen valt een dode in Roosendaal. De man probeerde via het verbindingsdeel tussen trekker en aanhanger op de rijdende praalwagen te klimmen, toen hij uitgleed of viel. Hij kwam onder de wielen terecht en overleed ter plaatse.
- De helft van de jongeren in Noord-Holland Noord wijst homoseksualiteit af. Dit meldt COC Nederland op haar website op basis van onderzoek onder ruim 10.000 leerlingen in het voortgezet onderwijs.

### 7 maart
- In Estland behaalt de coalitie van premier Andrus Ansip, bestaande uit diens liberale Estische Hervormingspartij en de conservatieve IRL, een meerderheid van 56 van de 101 zetels in het parlement, en wint daarmee zes zetels. De kiezer beloont daarmee het crisisbeleid van de regering.

### 8 maart
- De Jemenitische politie opent het vuur op betogers in de hoofdstad Sanaa. Daardoor vallen volgens getuigen ten minste vijftig gewonden.
- De Franse politie vindt in de buurt van Parijs ringen en oorbellen gevonden die in 2008 buit werden gemaakt tijdens de grootste juwelenroof in de Franse geschiedenis.
- Ongeveer duizend mensen gaan in Koeweit-Stad de straat op om het aftreden te eisen van premier Sheikh Nasser Mohammad al-Ahmad al-Sabah van Koeweit.
- Sjachtar Donetsk plaatst zich voor het eerst in de clubhistorie voor de kwartfinales van de UEFA Champions League. De ploeg uit Oekraïne schakelt AS Roma uit.
- In navolging van AZ Alkmaar en Willem II stapt ook FC Utrecht na dit seizoen uit de eredivisie voor vrouwen.
- Facebook lanceert een interactieve filmverhuurservice in de VS en het Verenigd Koninkrijk.

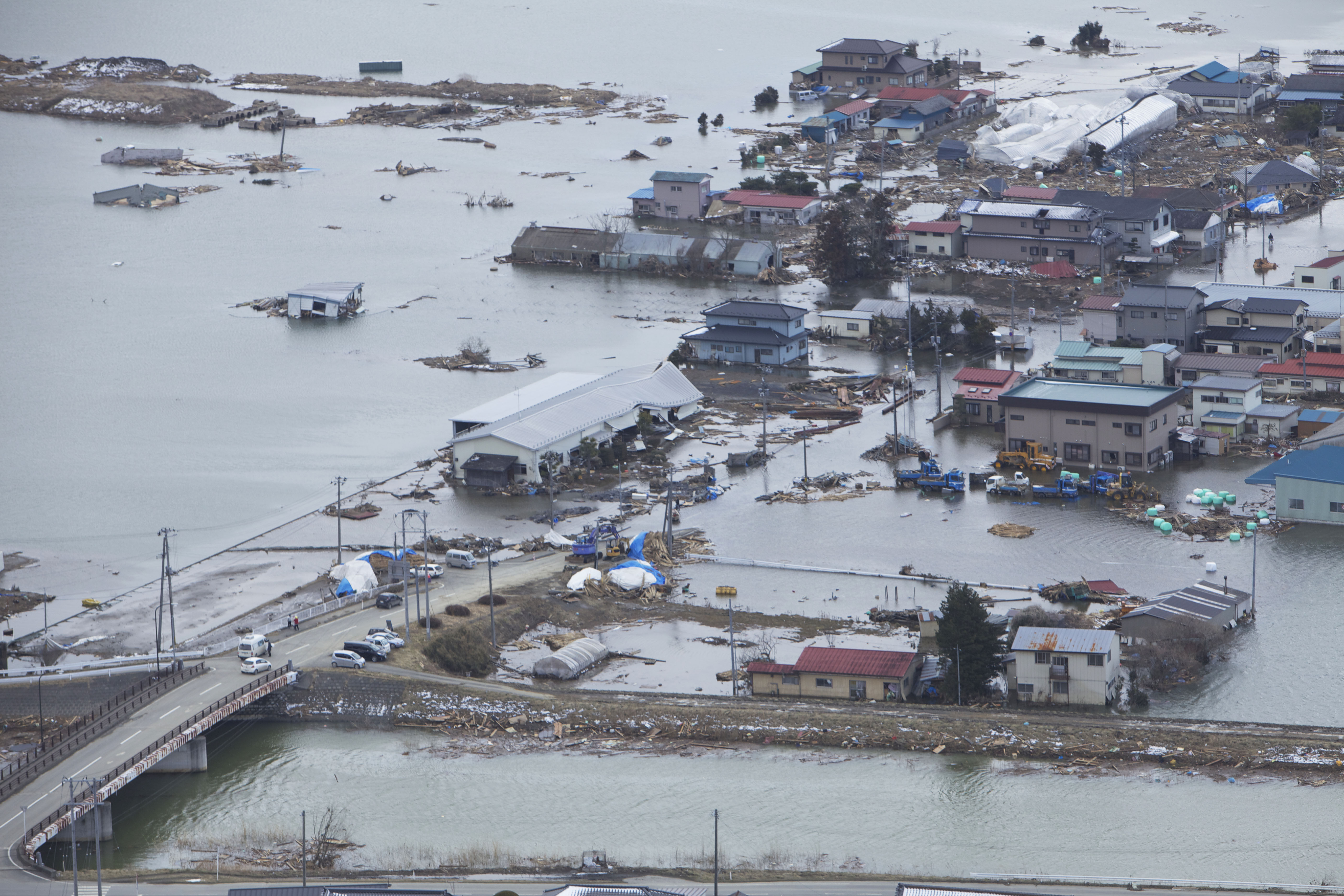
Minato, Japan, 1 week na aardbeving en tsunami

### 9 maart
- De Amerikaanse spaceshuttle Discovery landt veilig op Cape Canaveral. Het was de laatste reis van het ruimteveer, dat 26 jaar lang dienst heeft gedaan, 39 missies heeft uitgevoerd en ruim 238 miljoen kilometer heeft afgelegd tijdens 365 dagen in de ruimte.
- De Marokkaanse koning Mohammed VI kondigt constitutionele hervormingen aan, die in een referendum aan het volk zullen worden voorgelegd.
- Mohammed el-Baradei, Nobelprijswinnaar en het boegbeeld van de opstand in Egypte, stelt zich kandidaat voor het Egyptische presidentschap.
- Sigaretten mogen in Engelse winkels voortaan niet meer zichtbaar te koop worden aangeboden. Net als in het naburige Ierland moeten tabaksproducten voortaan onder de toonbank liggen.

### 10 maart
- De NAVO trekt meer oorlogsschepen samen in het centrale deel van de Middellandse Zee om de situatie in Libië beter in de gaten te kunnen houden en voorbereid te zijn op een eventueel verzoek van de Verenigde Naties om in actie te komen.
- De dalai lama treedt af als politiek leider van de Tibetaanse regering in ballingschap. Hij is daardoor enkel nog de spiritueel leider van de Tibetanen. Zijn leiderschap wordt overgenomen door de Tibetaanse premier Samdhong Rinpoche.
- De gemeente Utrecht gaat wietgebruikers de mogelijkheid geven om binnen gesloten clubs legaal cannabis te kweken.
- Voor de eerste keer is de Noor Håvard Bøkko wereldkampioen schaatsen. Bij de WK afstanden in Inzell pakt hij de gouden medaille op de 1.500 meter.

### 11 maart
- 130 km ten oosten van de Japanse stad Sendai doet zich een zeebeving voor met een kracht van 9,0 op de momentmagnitudeschaal. Een op de beving volgende tsunami eist duizenden levens en richt veel schade aan. (Lees verder)
- Bob de Jong behaalt in Inzell de wereldtitel op de 5000 meter. De Nederlandse schaatser is op de vernieuwde baan in Duitsland met een tijd van 6.15,41 veruit de snelste. De Zuid-Koreaan Lee Seung-hoon eindigt in 6.17,45 als tweede, nét voor de Rus Ivan Skobrev.
- De Nederlandse dj Armin van Buuren wordt in Miami wederom uitgeroepen tot beste dj ter wereld. Zijn platenlabel Armada Music wordt tijdens de jaarlijkse International Dance Music Awards (IDMA) voor de derde keer op rij gekozen als beste platenmaatschappij wereldwijd.
- Het kabinet bevriest de tegoeden van de Libische centrale bank en van de Libische investeringsautoriteit in Nederland.

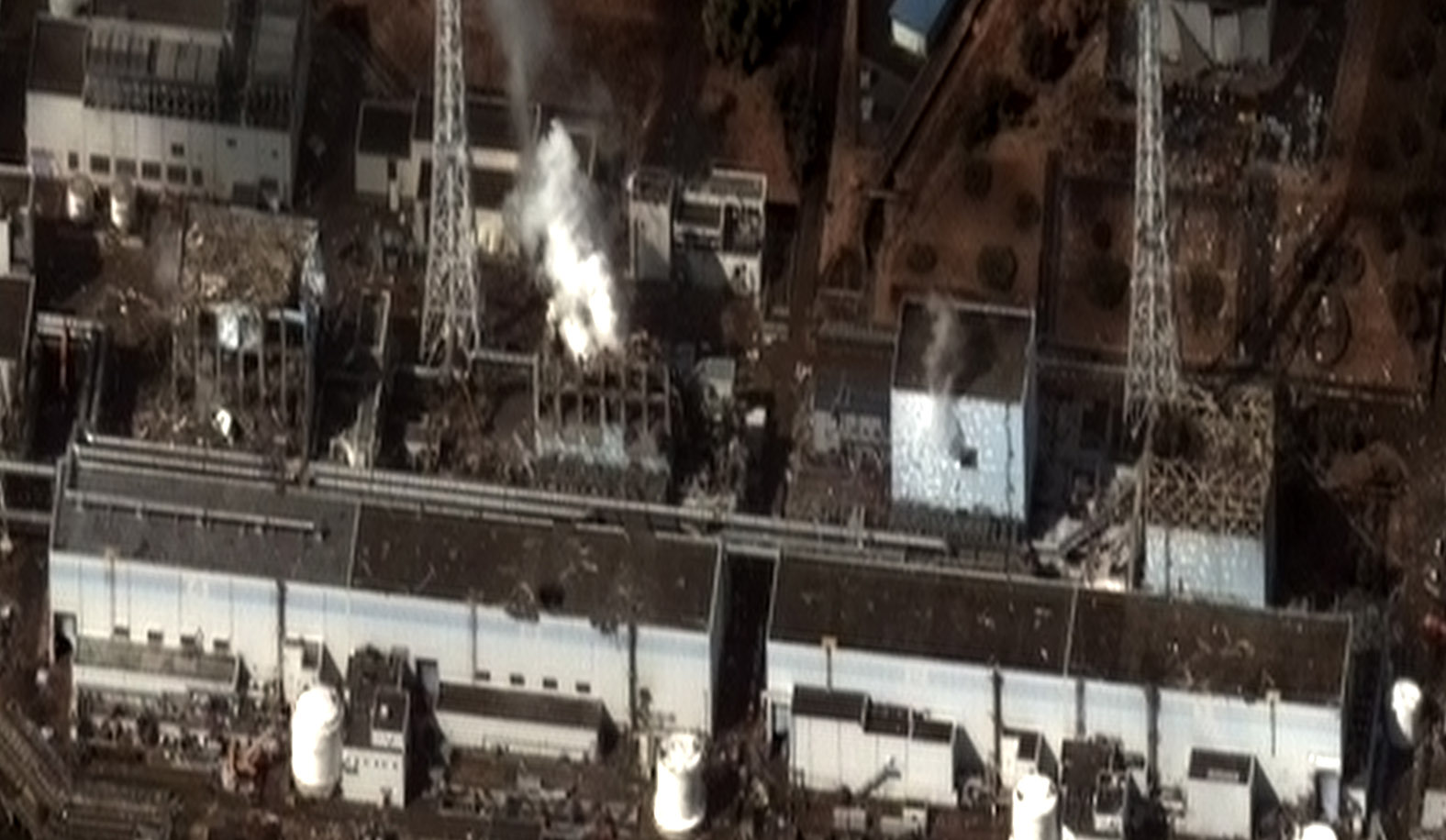
Kerncentrale Fukushima I, 2 dagen na de explosie

### 12 maart
- Er vindt een explosie plaats in de kerncentrale van Fukushima I in het Japanse Ōkuma. In een straal van 20 km worden omwoners geëvacueerd. (Lees verder)
- De regering van Zuid-Soedan kondigt aan dat het zich terugtrekt uit onderhandelingen met het bewind van de Soedanese president Omar al-Bashir. De maatregel is genomen omdat Khartoem opstandelingen in het zuiden van het enorme Afrikaanse land zou steunen bij gewelddadige acties tegen de Zuid-Sudanese autoriteiten.
- Tienduizenden betogers trekken in Bahrein naar het koninklijk paleis om opnieuw meer politieke vrijheid en de aftreden van de koning te eisen.
- Robert Gesink verovert de leiderstrui in de Italiaanse etappekoers Tirreno-Adriatico. De kopman van de Rabobank-wielerploeg finisht in de vierde etappe, van Narni naar Chieti over 240 kilometer, als zesde op 12 seconden van de Italiaanse dagwinnaar Michele Scarponi.

### 13 maart
- Bij de opstand in Libië zijn de regeringslegers bezig met een opmars. Ze melden herovering van Ra's Lanoef en Brega. (Lees verder)

### 14 maart
- Zeker vier mensen komen om het leven door bombardementen op de stad Zuwarah in het westen van Libië.
- De angst voor een kernramp neemt toe in Japan als in de kerncentrale Fukushima 1 opnieuw een krachtige explosie plaatsvindt.
- Vijf Somalische piraten die in de Verenigde Staten zijn berecht voor het aanvallen van een Amerikaans marineschip voor de Oost-Afrikaanse kust worden veroordeeld tot levenslange gevangenisstraffen. Ook krijgen zij elk tachtig jaar voor andere aan de aanval gerelateerde misdaden.
- De komische horrorfilm Sint van regisseur Dick Maas is geselecteerd voor het prestigieuze Tribeca Film Festival in New York.

### 15 maart
- Mahamadou Issoufou van de sociaaldemocratische PNDS wint de tweede ronde van de Nigerese presidentsverkiezingen en wordt op 6 april ingezworen als staatshoofd. Hij behaalde 57,95% van de stemmen, zijn rivaal en voormalig premier Seyni Oumarou van de conservatieve MNSD moet het stellen met 42,05%. (Lees verder)
- Opening van de Guldfågeln Arena, een voetbalstadion in de Zweedse stad Kalmar en de thuishaven van Kalmar FF.

### 16 maart
- De olieprijs loopt flink op door de onrust in het Midden-Oosten. In Bahrein maken veiligheidstroepen met geweld een einde aan het protest op het Parelplein in de hoofdstad Manamah.
- De publieke omroep gaat jaarlijks helpen met de financiering van ten minste achttien Nederlandse speelfilms. De omroepen krijgen daarvoor het recht om de films uit te zenden.
- Felix Magath krijgt ontslag als trainer-coach van de Duitse voetbalclub Schalke 04.
- AFC Ajax schakelt de Nederlandse ambassade in Rusland in om voetballer Miralem Sulejmani van het vliegveld in Moskou te krijgen. De Serviër zit vast bij de douane, omdat hij niet over een vereist visum beschikt.

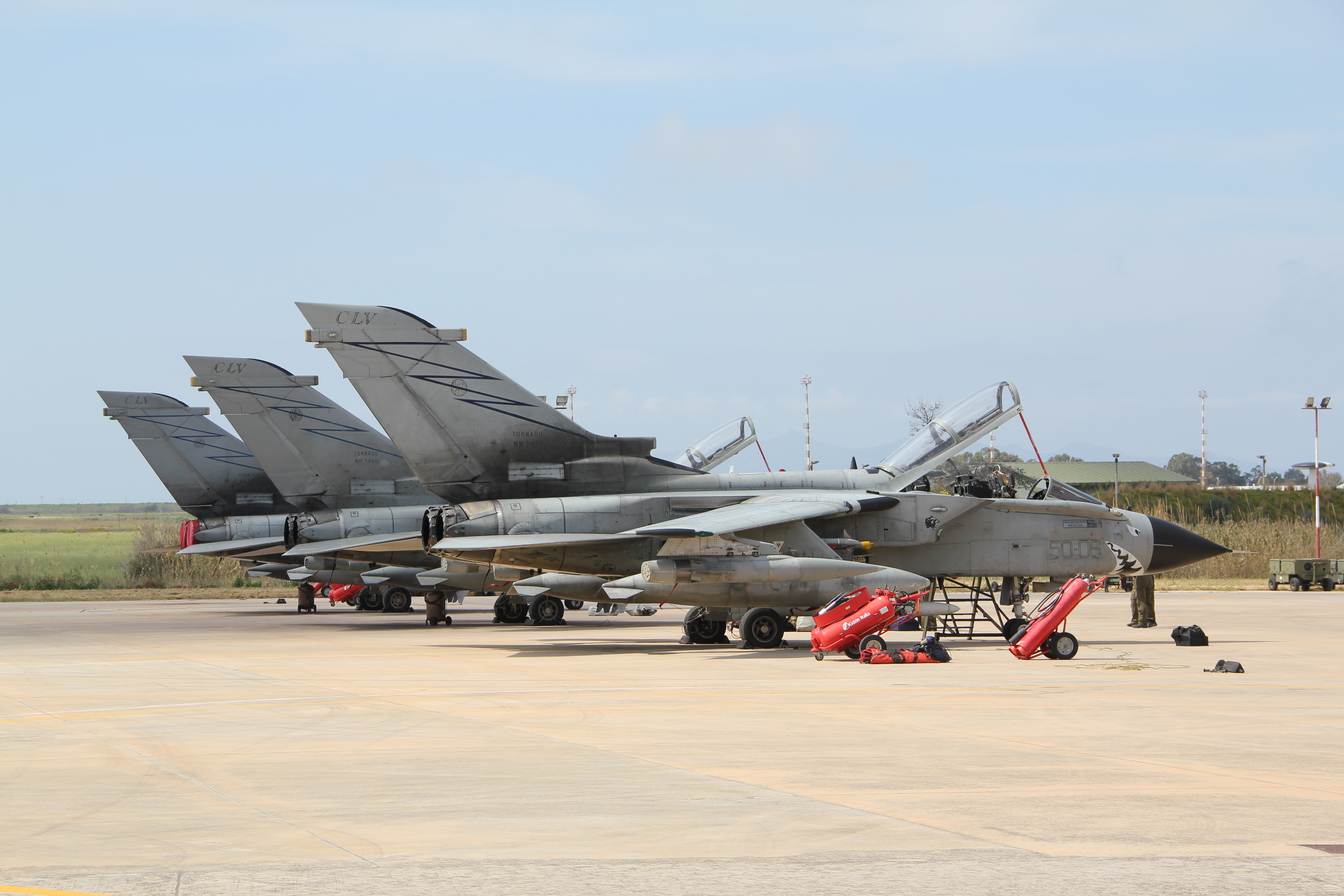
Italiaanse jagers staan gereed om het vliegverbod boven Libië af te dwingen

### 17 maart
- De Veiligheidsraad van de Verenigde Naties kondigt naar aanleiding van het geweld tussen het regime van Qadhafi en opstandelingen een vliegverbod boven Libië af en machtigt de lidstaten om — behoudens buitenlandse bezetting — alle noodzakelijke middelen in te zetten ter bescherming van burgers. (Lees verder)
- De veiling bij Sotheby's Amsterdam uit de nalatenschap van koningin Juliana brengt meer op dan vijf miljoen euro. Dat is ruim boven de verwachte 1,5 miljoen euro. Alle 1535 'lots' zijn verkocht.
- FC Twente plaatst zich met veel moeite voor de kwartfinale van de UEFA Europa League. De ploeg uit Enschede gaat in Rusland met 2-0 onderuit tegen Zenit Sint-Petersburg, maar won een week eerder de thuiswedstrijd met 3-0.
- Het hoofdbestuur van de VVD draagt Benk Korthals voor als de nieuwe partijvoorzitter. Hij moet Ivo Opstelten opvolgen die in 2010 minister van Veiligheid en Justitie werd in het kabinet-Rutte.

### 18 maart
- De Amerikaanse president Barack Obama eist dat de Libische leider Moammar al-Qadhafi zijn troepen terugtrekt uit steden die hij op de oppositie heeft heroverd of bedreigt.
- Onafhankelijk uittredend president Yayi Boni behaalt een absolute meerderheid van 53,1 procent van de stemmen in de eerste ronde van de Beninse presidentsverkiezingen, waardoor een tweede ronde niet meer nodig is. Zijn rivaal Adrien Houngbédji van de PRD, die in 2006 ook al verloor van Boni, strandt op 35,6 procent.
- Het bezoek aan de theaters en concertzalen is in Nederland opnieuw gedaald. Vorig jaar kwam er 6 procent minder publiek naar de podia, blijkt uit cijfers van de Vereniging van Schouwburg- en Concertgebouwdirecties.
- Voor het eerst spreekt een meerderheid van de Amerikanen zich in een peiling uit voor legalisering van het homohuwelijk. Van de 1005 volwassenen die in opdracht van de krant The Washington Post en de zender ABC zijn ondervraagd, was 53 procent voor.

### 19 maart
- De Libische leider Moammar al-Qadhafi dreigt met aanvallen op militaire en burgerdoelen in landen rond de Middellandse Zee. Hij spreekt van vergelding voor de 'barbaarse, ongerechtvaardigde' aanvallen die westerse landen zijn begonnen met de Operatie Odyssey Dawn.
- Een woedende menigte belaagt de Egyptische oppositieleider Mohammed el-Baradei als hij in de hoofdstad Caïro zijn stem in een referendum wil uitbrengen.
- IJsbeer Knut, de grote publiekstrekker van de dierentuin in Berlijn, overlijdt op 4-jarige leeftijd. Hij dreef in het water bij het ijsberenverblijf.
- Matthew Goss wint de wielerklassieker Milaan-San Remo. De Australiër uit de ploeg HTC-Highroad is na 298 kilometer de beste sprinter in een groep van acht renners. De Zwitser Fabian Cancellara finisht als tweede, de Belg Philippe Gilbert als derde.

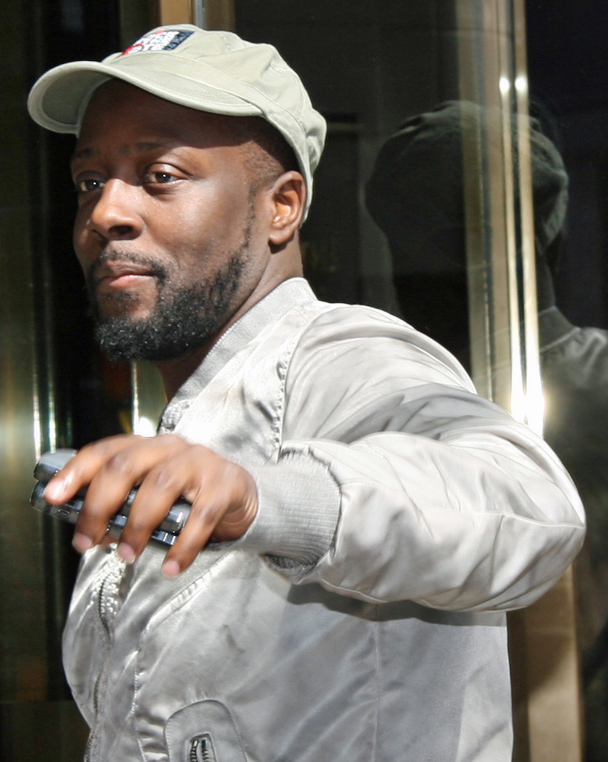
Wyclef Jean

### 20 maart
- In Egypte stemt de bevolking bij een referendum in met enkele grondwetswijzigingen, waaronder een maximumtermijn van acht jaar voor toekomstige staatshoofden en het laten deelnemen van meer partijen aan presidentsverkiezingen. Het referendum maakt deel uit van het gestage democratiseringsproces dat het land doormaakt in het post-Moebaraktijdperk.
- Zanger Wyclef Jean wordt in de Haïtiaanse hoofdstad Port-au-Prince in de hand geschoten. Jean steunt zijn collega en landgenoot Michel Martelly (artiestennaam Sweet Micky) tijdens de tweede ronde van de presidentsverkiezingen, die vandaag wordt gehouden.
- Bij de eerste ronde van gedeeltelijke kantonsverkiezingen in Frankrijk boekt het extreemrechtse Front National grote winst, en zal het het in veel kantons tijdens de tweede ronde opnemen tegen de linkse Parti Socialiste. President Sarkozy's centrumrechtse UMP adviseert om in deze kantons voor de PS te stemmen tijdens de tweede ronde.

### 21 maart
- De internationale coalitie die een Libische no-flyzone afdwingt, bestookt opnieuw doelen in het Noord-Afrikaanse land.
- Zeker negentien mensen komen om het leven, als een vrachtvliegtuig neerstort in een woonwijk van Pointe-Noire, de economisch belangrijkste stad van het Afrikaanse land Congo-Brazzaville.
- Oliemaatschappij Shell mag op zoek naar olie en gas in de Golf van Mexico. Dat maakt het Amerikaanse ministerie van Binnenlandse Zaken bekend.
- Een 25-jarige zwaar verminkte Amerikaanse man krijgt een nieuw gezicht in een ziekenhuis in de stad Boston. Het is de eerste volledige gezichtstransplantatie in de Verenigde Staten.

### 22 maart
- Nederland stuurt militair materieel en manschappen naar Libië om de NAVO-missie te steunen.
- Het Duitse Openbaar Ministerie eist in de rechtszaak tegen voormalig kampbewaarder John Demjanjuk zes jaar cel. Na zestien maanden en 84 zittingsdagen is het OM ervan overtuigd dat de 90-jarige Demjanjuk actief heeft deelgenomen aan de Holocaust.
- De KNVB wint een rechtszaak van de exploitant van de website Myp2p over het illegaal aanbieden van live voetbalwedstrijden en andere sportevenementen.
- Michel Platini wordt op het jaarcongres in Parijs unaniem herkozen tot voorzitter van de Europese voetbalbond UEFA. De 55-jarige Fransman was ook de enige kandidaat.
- IJsbeer Knut, de publiekslieveling van de dierentuin van de Duitse hoofdstad Berlijn, is volgens de directie van de dierentuin bezweken aan een hersenaandoening.

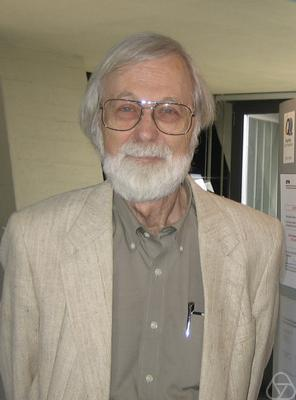
John Milnor

### 23 maart
- De Amerikaanse wiskundige John Milnor krijgt de Abelprijs voor zijn bijdragen aan de meetkunde, topologie en algebra.
- Nadat het parlement voor de vierde keer tegen zijn bezuinigingsplannen heeft gestemd, komt het Portugese kabinet van premier José Sócrates ten val.

### 24 maart
- De NAVO neemt het commando van de militaire operaties in Libië over van de Verenigde Staten, ook over de Libische no-flyzone.
- Drie medewerkers van de Japanse kerncentrale van Fukushima worden aan hoge straling blootgesteld als ze een elektriciteitskabel proberen aan te leggen in een half verwoeste kernreactor.
- Het oosten van het Aziatische land Birma (Myanmar) wordt getroffen door een aardbeving met een kracht van 6,8 op de schaal van Richter. Het epicentrum ligt ruim 100 kilometer ten noorden van de Thaise stad Chiang Rai.
- Energiebedrijf Eneco neemt voor 72 miljoen euro energieleverancier Oxxio van het Britse Centrica over.
- Het Openbaar Ministerie eist 3,5 jaar cel tegen voormalig taxibaas Dick Grijpink wegens betrokkenheid bij een grote drugsbende.

### 25 maart
- De protesten in Syrië tegen het bewind van Bashar al-Assad breiden zich steeds verder uit. Honderden mensen gaan in Hama de straat op en schreeuwen om "vrijheid".
- De rebellen in het noordoosten van Libië keren na gevechten terug in de plaats Ajdabiyah, 150 kilometer ten zuiden van Benghazi.
- De Canadese minderheidsregering van premier Stephen Harper valt. In het Lagerhuis wordt een motie van wantrouwen tegen de regeringsleider, lid van de Conservatieve Partij, met 156 tegen 145 stemmen aangenomen.
- De Jemenitische president Ali Abdullah Saleh zegt bereid te zijn om op te stappen om verder bloedvergieten in zijn land te voorkomen. Maar hij vertrekt alleen als de macht in "veilige handen" komt.
- De Nintendo 3DS wordt uitgebracht in Europa.

### 26 maart
- De rebellen in Libië brengen het regime van dictator Moammar al-Qadhafi gevoelige nederlagen toe, gesteund door luchtaanvallen door een internationale troepenmacht. De strategisch belangrijke havenstad Ajdabiyah wordt onder meer heroverd.
- Grote aantallen Duitsers demonstreren in vier steden tegen kernenergie. Alleen in de hoofdstad Berlijn doen er volgens de politie al meer dan 100.000 mensen mee aan het protest.
- Geraldino Ferraro, de eerste vrouwelijke vice-presidentskandidate in de Verenigde Staten, overlijdt op 75-jarige leeftijd. Ze was in 1984 kandidaat voor het vice-presidentschap onder de Democratische kandidaat Walter Mondale.
- Marianne Vos verovert bij de WK baanwielrennen in Apeldoorn de titel op het onderdeel scratch. Vos klopt in de sprint de Australische Katherine Bates en de Britse Danielle King.

### 27 maart
- In de Duitse deelstaten Baden-Württemberg en Rijnland-Palts worden Landdagsverkiezingen gehouden. De centrumrechtse CDU en haar coalitiepartner op federaal niveau, de liberale FDP, verliezen in Baden-Württemberg, waar Bündnis 90/Die Grünen hun aantal zetels bijna verdubbelen. In Rijnland-Palts lijdt de linkse SPD van minister-president Kurt Beck verlies en verdrievoudigen de groenen hun aandeel.
- Bij de tweede ronde van kantonnale verkiezingen in Frankrijk wint de Parti Socialiste in veel kantons ten nadele van de centrumrechtse UMP. Het Front National mag voor het eerst in zijn geschiedenis conseillers généraux leveren, t.w. in de zuidelijke kantons Brignoles en Carpentras-Nord.
- De Veiligheidsraad van de Verenigde Naties neemt unaniem een resolutie aan tegen het regime van de Libische leider Moammar al-Qadhafi. Daardoor mogen hij en zijn naasten niet meer reizen en worden hun banktegoeden bevroren.
- Tom Boonen brengt de wielerklassieker Gent-Wevelgem op zijn naam. De Belgische renner van Quick-Step verslaat de Italiaan Daniele Bennati en de Amerikaan Tyler Farrar in de sprint.

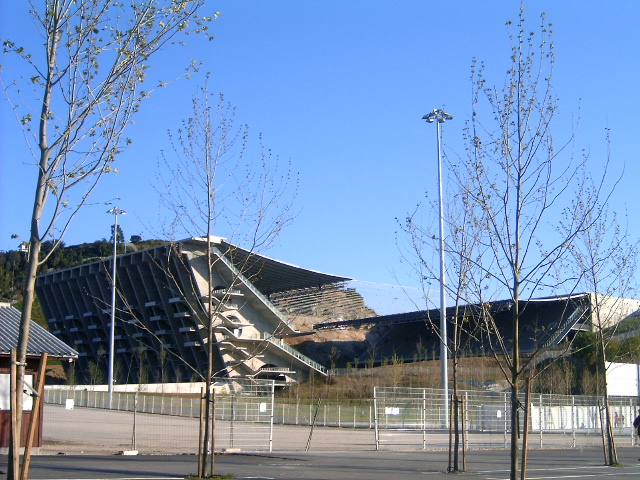
Estádio Municipal de Braga, een van Souto de Moura's bekendste werken

### 28 maart
- De Portugese architect Eduardo Souto de Moura krijgt de Pritzker Prize voor architectuur.
- Manchester City stelt een onderzoek in naar Mario Balotelli. De Italiaan zou op het trainingscomplex van de Engelse voetbalclub dartpijlen hebben gegooid naar jeugdspelers.
- Dj Giel Beelen verbetert in Hilversum het wereldrecord crowdsurfen voor De Gekste Dag. Beelen doet er 2 uur, 3 minuten en 30 seconden over om van het centrum van Hilversum naar de studio van 3FM te komen in het Mediapark.
- New Kids Turbo wint de Rembrandt Award voor beste Nederlandse speelfilm. De award voor beste actrice ging naar Carice van Houten (De Gelukkige Huisvrouw), de beste acteur is Jeroen van Koningsbrugge (Loft).

### 29 maart
- Het kabinet-Rutte geeft toe fouten te hebben gemaakt bij de mislukte evacuatie van een Nederlander in het Libische Sirte. Met name minister Hans Hillen van Defensie (CDA) betreurt tegenover de Tweede Kamer de gang van zaken.
- Kredietbeoordelaar Standard & Poor's schat de kredietwaardigheid van Portugal en Griekenland lager in. De waardering voor Griekenland wordt met twee stappen verlaagd, die van Portugal met een.
- Het Belgisch voetbalelftal is in groep A van het EK-kwalificatietoernooi terug in de race. De ploeg van bondscoach Georges Leekens verslaat Azerbeidzjan met 4-1. Het is de tweede zege binnen vijf dagen voor de Rode Duivels, die vrijdag met 2-0 in en tegen Oostenrijk wonnen.
- Supporters van het Nederlands voetbalelftal nemen in de Amsterdam Arena afscheid van Giovanni van Bronckhorst. De 106-voudig international (zes doelpunten) krijgt voor aanvang van de EK-kwalificatiewedstrijd tegen Hongarije (5-3) een gouden schaal uitgereikt door KNVB-directeur Bert van Oostveen.

### 30 maart
- Als sanctie tegen het regime van Moammar al-Qadhafi bevriest Nederland voor 3,1 miljard aan Libische tegoeden in Nederland.
- De Nederlands-Duitse zanger Johannes Heesters (107) is niet welkom bij het staatsbezoek van koningin Beatrix aan Duitsland in april vanwege zijn nog altijd omstreden rol in de Tweede Wereldoorlog.

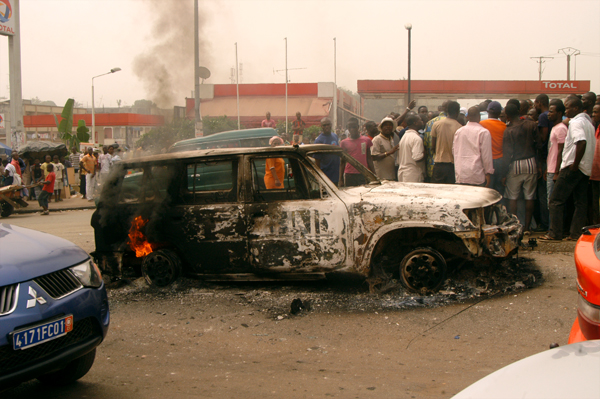
Onlusten in Ivoorkust voorafgaand aan de verovering van Abidjan

### 31 maart
- Strijders van Alassane Ouattara, de winnaar van de Ivoriaanse presidentsverkiezingen, bereiken na een offensief de economische hoofdstad Abidjan in een poging de zittende president Laurent Gbagbo, die weigert op te stappen, te verdrijven.

## Overleden
← · januari · februari · maart · april · mei · juni · juli · augustus · september · oktober · november · december ·  →